# Olympische Sommerspiele 2004/Teilnehmer (Fidschi)
| Gelbes Symbol für Goldmedaillen mit stilisierten Olympischen Ringen | Graues Symbol für Silbermedaillen mit stilisierten Olympischen Ringen | Braundes Symbol für Bronzemedaillen mit stilisierten Olympischen Ringen |
| ------------------------------------------------------------------- | --------------------------------------------------------------------- | ----------------------------------------------------------------------- |
| —                                                                   | —                                                                     | —                                                                       |

Fidschi nahm an den Olympischen Sommerspielen 2004 in Athen, Griechenland, mit acht Sportlern (vier Männer und vier Frauen) teil.

## Teilnehmer nach Sportarten

### Bogenschießen
- Robert Elder
Einzel: 48. Platz

### Gewichtheben
- Ivy Shaw
Frauen, Superschwergewicht: 12. Platz

### Judo
- Elina Vavailagi Nasaudrodro
Frauen, Leichtgewicht: in der 1. Runde ausgeschieden

- Sisilia Rasokisoki
Frauen, Halbschwergewicht: in der 1. Runde ausgeschieden

### Leichtathletik
- Isireli Naikelekelevesi
800 Meter: Vorrunde

- Makelesi Bulikiobo-Batimala
Frauen, 400 Meter: Vorrunde

### Schießen
- Glenn Kable
Trap: 30. Platz

### Schwimmen
- Carl Probert
50 Meter Freistil: 40. Platz
100 Meter Freistil: 40. Platz